# Tavole del Diluvio

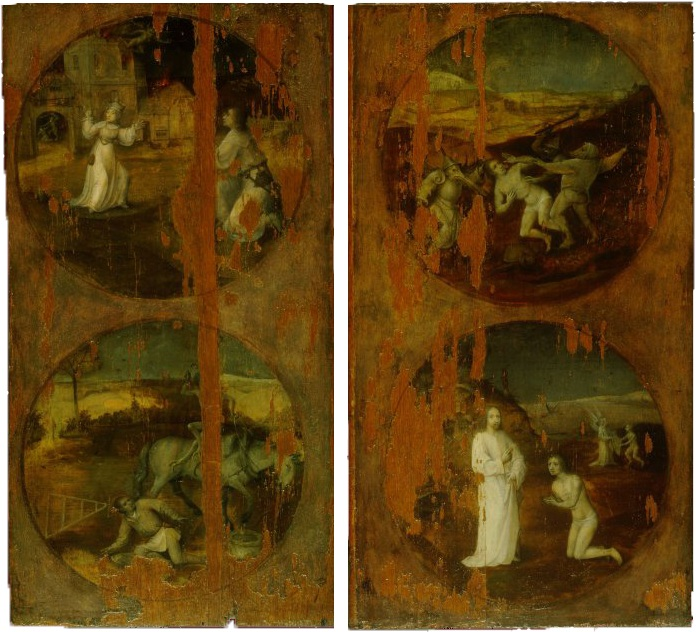
Il verso

Le Tavole del Diluvio sono due pannelli dipinti fronte/retro a olio su tavola (69,5x39 e 69x36 cm) di Hieronymus Bosch, databili al 1514 circa e conservati nel Museum Boijmans Van Beuningen di Rotterdam. 

## Storia
Le due tavole si trovavano nella collezione del conte Chiloedes a Madrid, da dove passarono in quella Koenigs di Haarlem, e da qui al museo di Rotterdam.
Molto probabilmente le due tavole erano i pannelli laterali di un trittico o di qualcosa di più complesso. Molto raro è infatti il fatto che siano dipinte a grisaille sia sul recto che sul verso, il che ha fatto pensare che lo scomparto centrale potesse essere stato originariamente un rilievo scolpito (Charles de Tolnay).
Le tavole sono in cattivo stato di conservazione, che ha reso particolarmente difficile le valutazioni sull'autografia e sulla datazione. La maggior parte della critica si è comunque espressa a favore dell'inserimento nel catalogo del maestro, con proposte di datazione che hanno oscillato tra il 1480-1482 (Larsen), il 1500-1504 (Cinotti) e il 1514. Quest'ultima data è stata confermata come termine post quem dall'analisi dendrocronologica.

## Descrizione e stile
Le tavole sono decorate da due allegorie entro medaglioni, l'uno sopra all'altra, sul verso e da rappresentazioni a piena tavola sul recto. L'interpretazione delle scene è incerta ed è stata oggetto di varie ipotesi.
La tavola di sinistra, che venne tagliata di alcuni centimetri in alto e sui lati, mostra un paesaggio desolato, popolato da mostri e demoni, appartenenti al repertorio boschiano. Si tratta forse di una rappresentazione del mondo malvagio prima del diluvio, ma c'è anche chi vi ha letto l'inferno. Con un andamento a zig-zag le figure si dispongono su più piani paralleli, compreso quello del cielo, reso fosco dall'incendio di una città a destra, nel quale volano strani pesci-uccello.
Sul verso si trovano due tondi: quello in alto mostra una donna che fugge da una casa assalita dai demoni (simboli dei vizi?) dove due uomini si stanno picchiando. Essa corre verso un uomo, che sta inginocchiato e in preghiera. Nel tondo sottostante un contadino, intento alla semina o alla raccolta di frutti, viene sorpreso da un demonio che si manifesta su un cavallo.
La tavola di destra, pure tagliata in alto, rappresenta il mondo dopo il diluvio, con l'arca di Noè arenata sul monte Ararat. Su di essa stanno ancora Noè e i suoi figli con le rispettive consorti, mentre gli animali vi stanno discendendo. Nel cielo si librano gli uccelli, mentre in primo piano, tra un paesaggio primordiale fatto di montagnole aguzze, gli animali si incamminano tra i cadaveri dell'inondazione.
I medaglioni sul retro mostrano un'anima, seminuda, picchiata da tre diavoli, vicino a un mostruoso rospo di cui Baldass individuò un disegno del maestro nel Kupferstichkabinett di Berlino. Il secondo tondo mostra un'anima in ginocchio, davanti a Gesù che la benedice avendole probabilmente consentito l'accesso al paradiso; dietro di loro infatti un angelo consegna, alla stessa anima o forse a un'altra, la veste degli eletti.